# Ріплин (Люблінське воєводство)
Ріплин (пол. Rzeplin, Жеплін) — село в Польщі, у гміні Ульгівок Томашовського повіту Люблінського воєводства. Населення — 216 осіб (2011).

## Історія
1531 року вперше згадується православна церква в селі.
За даними етнографічної експедиції 1869—1870 років під керівництвом Павла Чубинського, у селі переважно проживали римо-католики, але населення здебільшого розмовляло українською мовою.
У міжвоєнні 1918—1938 роки польська адміністрація в рамках великої акції закриття та руйнування українських храмів на Холмщині і Підляшші закрила місцеву православну церкву, а пізніше у 1938 році зруйнувала.
1944 року внаслідок польських нападів на село 10 березня та 4 травня було вбито 41 українця.
У 1975—1998 роках село належало до Замойського воєводства.

## Населення
Демографічна структура станом на 31 березня 2011 року:
|          | Загалом | Допрацездатний вік | Працездатний вік | Постпрацездатний вік |
| -------- | ------- | ------------------ | ---------------- | -------------------- |
| Чоловіки | 96      | 15                 | 62               | 19                   |
| Жінки    | 120     | 21                 | 55               | 44                   |
| Разом    | 216     | 36                 | 117              | 63                   |